# Rumpler Flugzeug-Werke G.m.b.H.

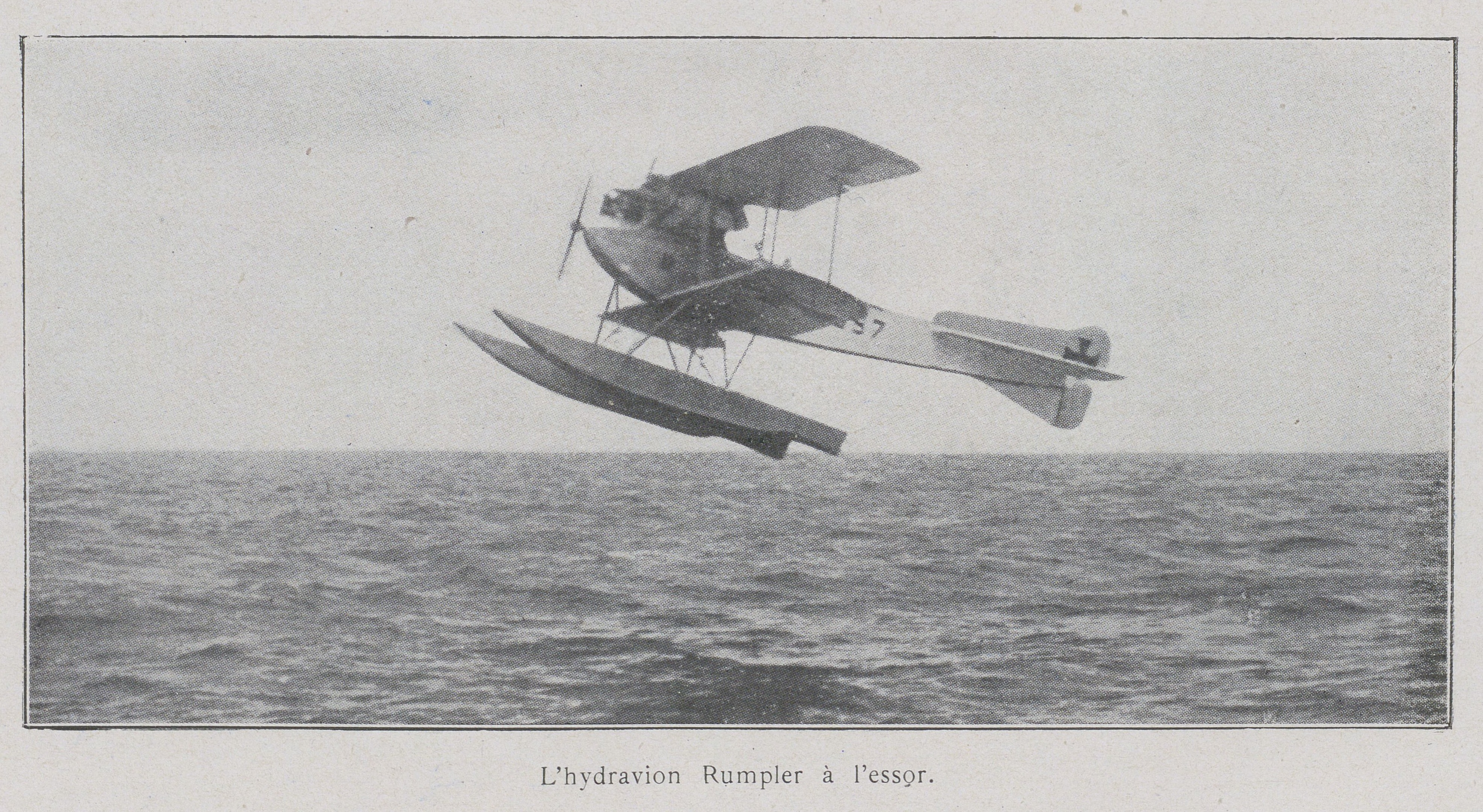
Un hydravion Rumpler, en 1920.

Rumpler Flugzeugwerke, connu sous le nom de Rumpler, était un constructeur aéronautique allemand fondé à Berlin par l'ingénieur autrichien Edmund Rumpler, en 1909, sous le nom de Rumpler Luftfahrtzeugbau. Sa filiale de 1919, la Rumpler Luftverkehr, constitua la toute première compagnie de transport aérien allemande.

## Aviation militaire
La firme construisit à l'origine des copies du monoplan Etrich Taube, avant de développer ses propres avions. D'abord des biplans de reconnaissance au cours de la Première Guerre mondiale, à Berlin et Augsbourg, puis en plus petit nombre des chasseurs et des bombardiers,. Après la guerre Rumpler ne parvint pas à contourner les restrictions du traité de Versailles contre l'industrie aéronautique militaire allemande, la société aéronautique connut des difficultés à Berlin avant d'être liquidée en 1920. 
Edmund Rumpler s'orienta par la suite vers l'industrie automobile, avec sa voiture très originale : la Rumpler Tropfenwagen. En 1930 il s'associera avec le carrossier Lindner pour la fabrication de camions innovants, avant d'être interdit d'activités par les nazis dès 1933. 

## Aviation civile
À la suite du traité de Versailles contre la production d'avions militaires, la Bayerischen Rumpler-Werke (filiale d'Augsbourg) créa en 1919 une compagnie aérienne, la Rumpler Luftverkehr, chargée de produire et exploiter une version civile des avions Rumpler. Sous la direction d'Otto Meyer l'usine produisit 17 avions de transport, dont 13 Rumpler C.I modifiés pour le transport de passagers. Endettée dès 1923, la compagnie tourna un moment sous l'égide de la Junkers Luftverkehr avant d'être dissoute en 1926. 

## Production
- Rumpler 4A 13
- Rumpler 4A 15
- Rumpler 4B 11
- Rumpler 4B 12
- Rumpler 4E
- Rumpler 5A 4
- Rumpler 5A 15 (en)
- Rumpler 5A 16 (en)
- Rumpler 6A 2
- Rumpler 6A 5 (en)
- Rumpler 6B 1
- Rumpler 6B 2
- Rumpler 6G 2 (en)
- Rumpler 7C 1
- Rumpler 7D 1 (en)
- Rumpler 7D 2 (en)
- Rumpler 7D 4 (en)
- Rumpler 7D 6
- Rumpler 7D 7 (en)
- Rumpler 8C 14
- Rumpler 8D 1 (en)
- Rumpler B.I (en)
- Rumpler C.I
- Rumpler C.III
- Rumpler C.IV
- Rumpler C.V (en)
- Rumpler C.VI
- Rumpler C.VII
- Rumpler C.VIII (en)
- Rumpler C.IX
- Rumpler C.X
- Rumpler D.I (en)
- Rumpler G.I
- Rumpler G.II
- Rumpler G.III
- Rumpler Taube
- Rumpler Eindecker
- Rumpler C type experimental